# Frønningen
Frønningen är ett gods och en by i Lærdals kommun i Vestland fylke i västra Norge. Frønningen ligger i den nordvästligaste delen av kommunen, öster om Aurlandsfjordens utlopp, på den södra sidan av Sognefjorden. Byn saknar fast vägförbindelse, men det går en bilfärja (som förbokas) till tätorten Kaupanger, på den andra sidan Sognefjorden.
Tidigare har byn tillhört dåvarande Leikangers kommun.

## Etymologi
Namnet Frønningen kommer ifrån fornnordiskans frauð, med betydelsen "frode" eller "skum" och är troligtvis ett namn på ett vattenfall.

## Historik
År 1651 såldes godset Frønningen till en lektor i Bergen, magister Peder Nilssøn Lem. Hans mor ägde en av granngårdarna med sågverk. Lem utökade sedan sina fastigheter i området. Hans Sørensen Lem var den förste i familjen att bosätta sig i Frønningen när han flyttade hit omkring 1740. Godset låg kvar i familjen Lems ägo till 1889, då det övertogs av Bjarnhard Rumohr, som också var knuten till familjen Lem.
Frønningen har sedan dess tillhört familjen Rumohr och gården omfattar idag 6200 hektar skog. Huvudbyggnaden är en stor vitmålad träbyggnad med en och en halv våning som byggdes 1901 av godsägaren Bjarnhard Rumohr. Huset har en H-formad planlösning, och är täckt av valmat tak med halvcirkelformade gavlar. Byggnaden ligger precis intill fjorden, med en terrasserad trädgård som leder ner till den.
Den kände norske bildkonstnären Knut Rumohr (1916–2002) växte upp och bodde i Frønningen, där hans konstnärshem fortfarande finns kvar.

## Bilder

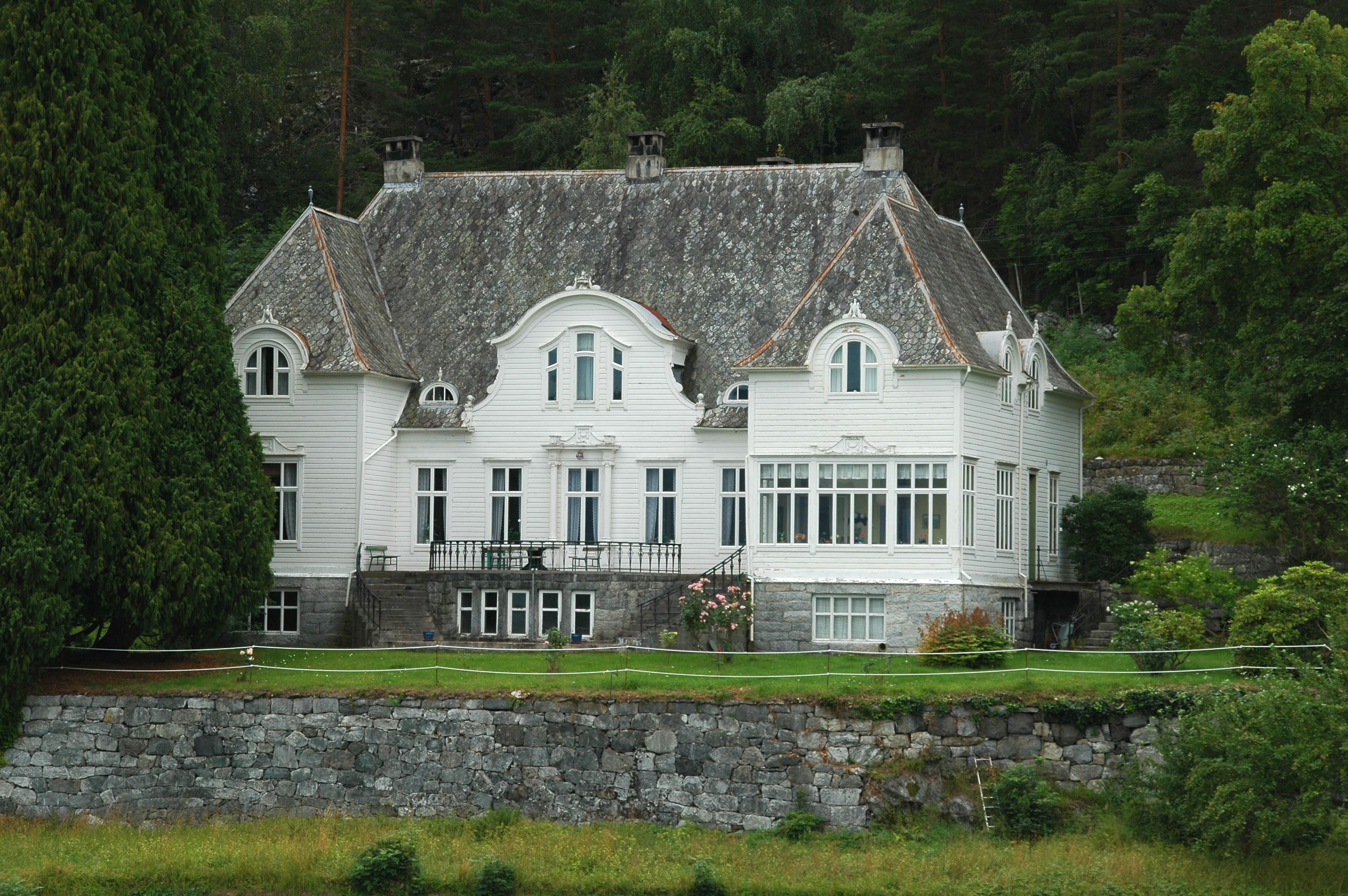
Godset Frønningen.
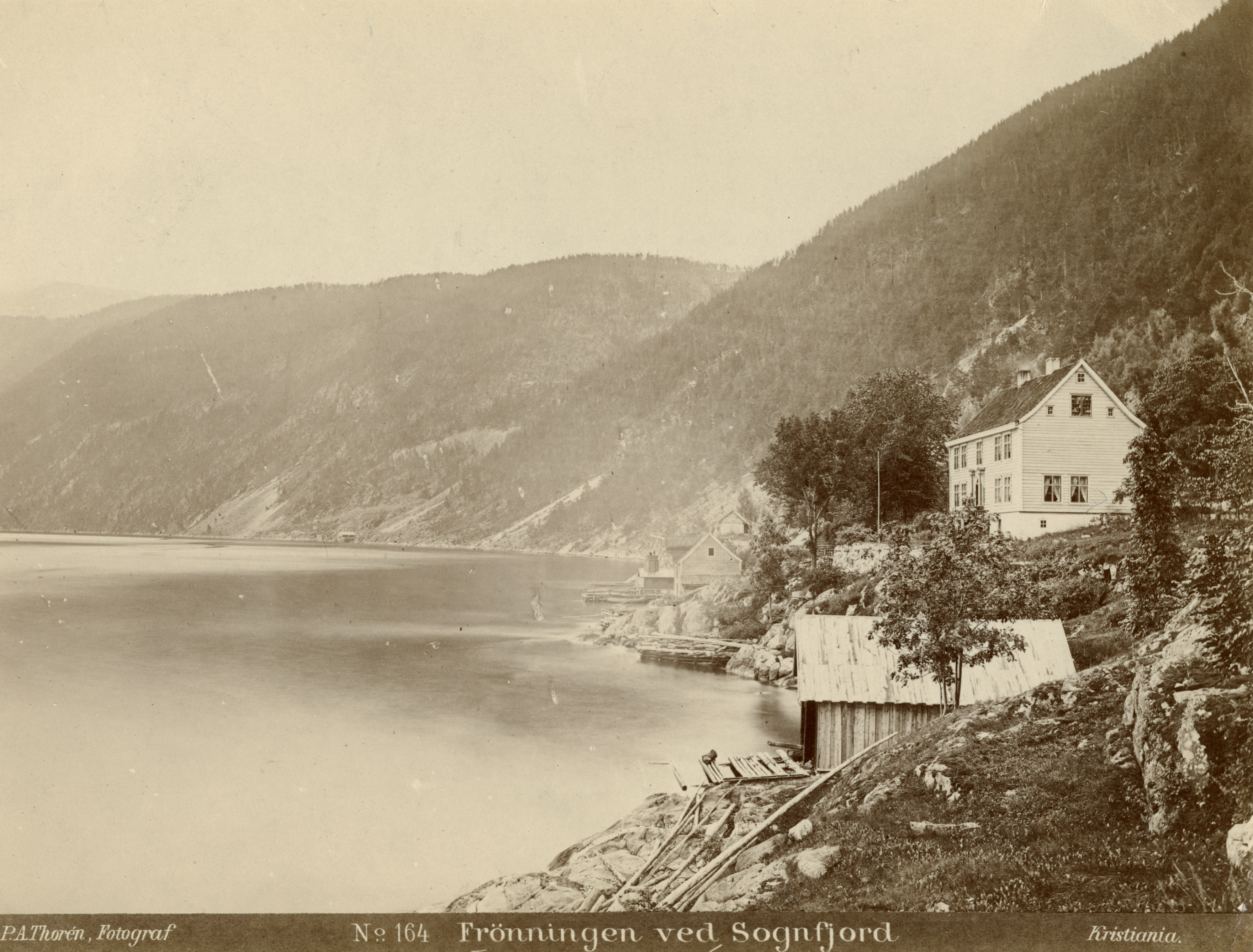
Frønningen i början av 1900-talet.